# 니캇푸군

니캇푸 군의 위치

니캇푸군(일본어: 新冠郡)은 일본 홋카이도 히다카 지청의 군이다.
인구 4,979명, 면적 585.81km², 인구밀도 8.5명/km².(2025년 5월 31일, 주민기본대장인구)
한 개의 정으로 이루어져 있다.
- 니캇푸정(新冠町)

## 역사
에도 시대에 니캇푸 군역은 마쓰마에번의 니캇푸 장소에 속해 있었다. 에도시대 후기, 니캇푸 군역은 동 에조치에 속하고 있었다. 국방을 위해 니캇푸 군역은 천령이 되었다. 1869년 니캇푸 군이 두어져 홋카이도 히다카국에 속했다.